# 叶戈尔·盖达尔
叶戈尔·铁木罗维奇·盖达尔（俄語：Его́р Тиму́рович Гайда́р，1956年3月19日—2009年12月16日）是苏联和俄罗斯的经济学家和政治家，曾于1992年6月15日—12月14日代理俄罗斯总理。盖达尔1956年3月19日生于莫斯科，1978年畢業于罗蒙诺索夫莫斯科国立大学。1992年6月至12月曾代理俄罗斯總理，是俄羅斯經濟改革的設計師，“休克療法”的推行者。2009年12月16日去世。